# Eurocopter UH-72 Lakota
Pour les articles homonymes, voir Lakota.
L’Eurocopter UH-72 Lakota est un hélicoptère à double turbine équipé d’un rotor principal à quatre pales pour la version UH-72A et cinq pales pour la version UH-72B. L’UH-72 est un dérivé militarisé de l’Eurocopter EC145 et est construit par American Eurocopter, une filiale d’Airbus Group Amérique du Nord à Columbus dans l’État du Mississippi.

## Historique

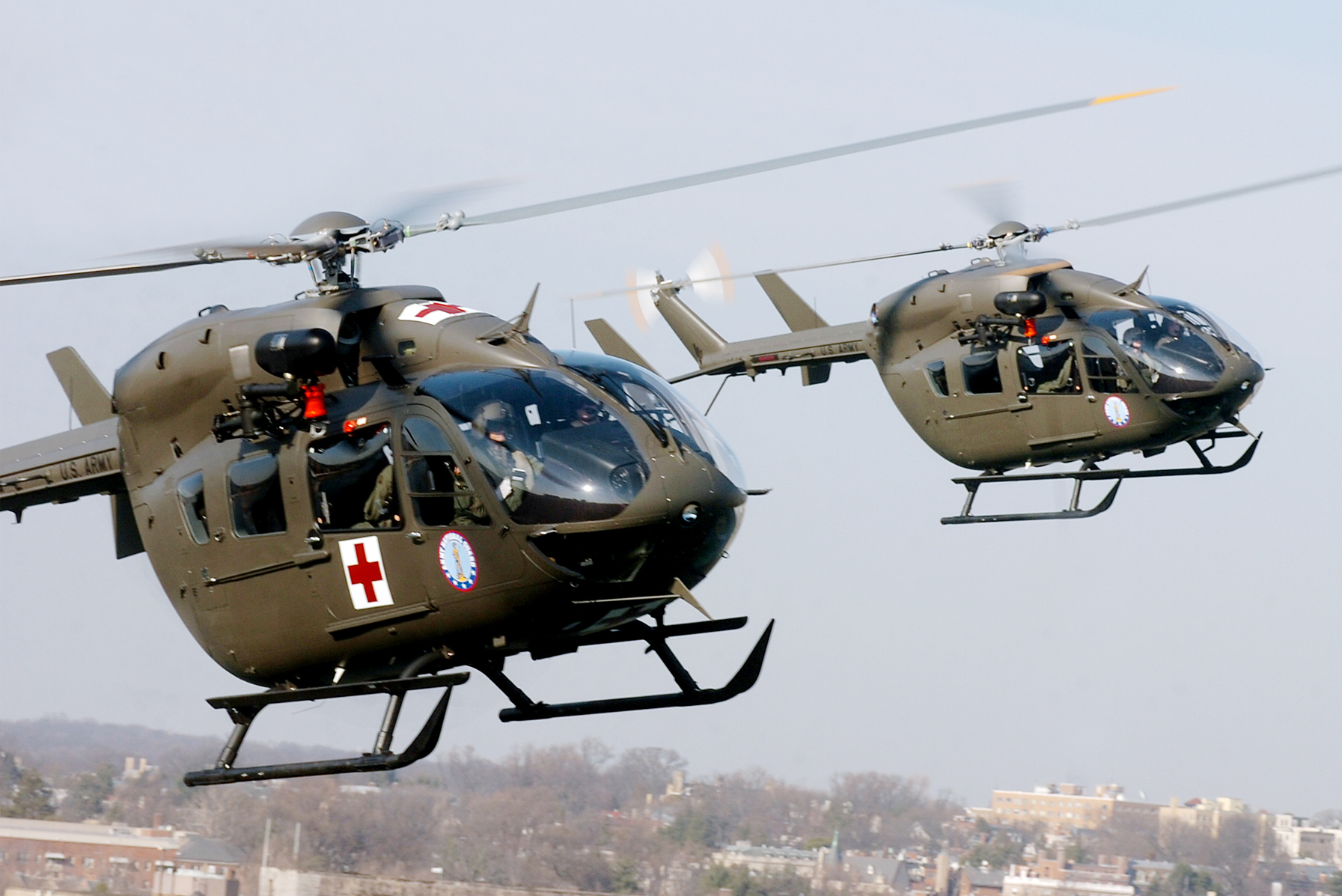
UH-72 d'évacuation sanitaire aérienne de la médicale de la garde nationale du district de Columbia en 2009.

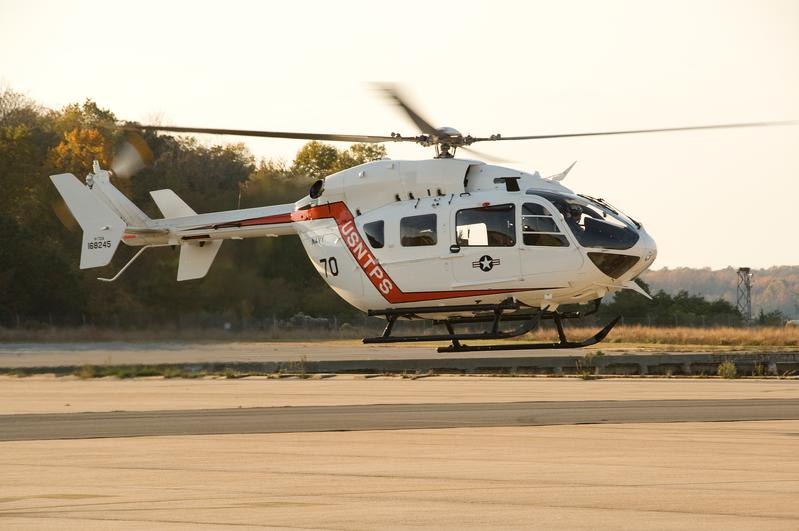
Un des 5 UH-72A de l'école de pilotage d'hélicoptère de l'US Navy.

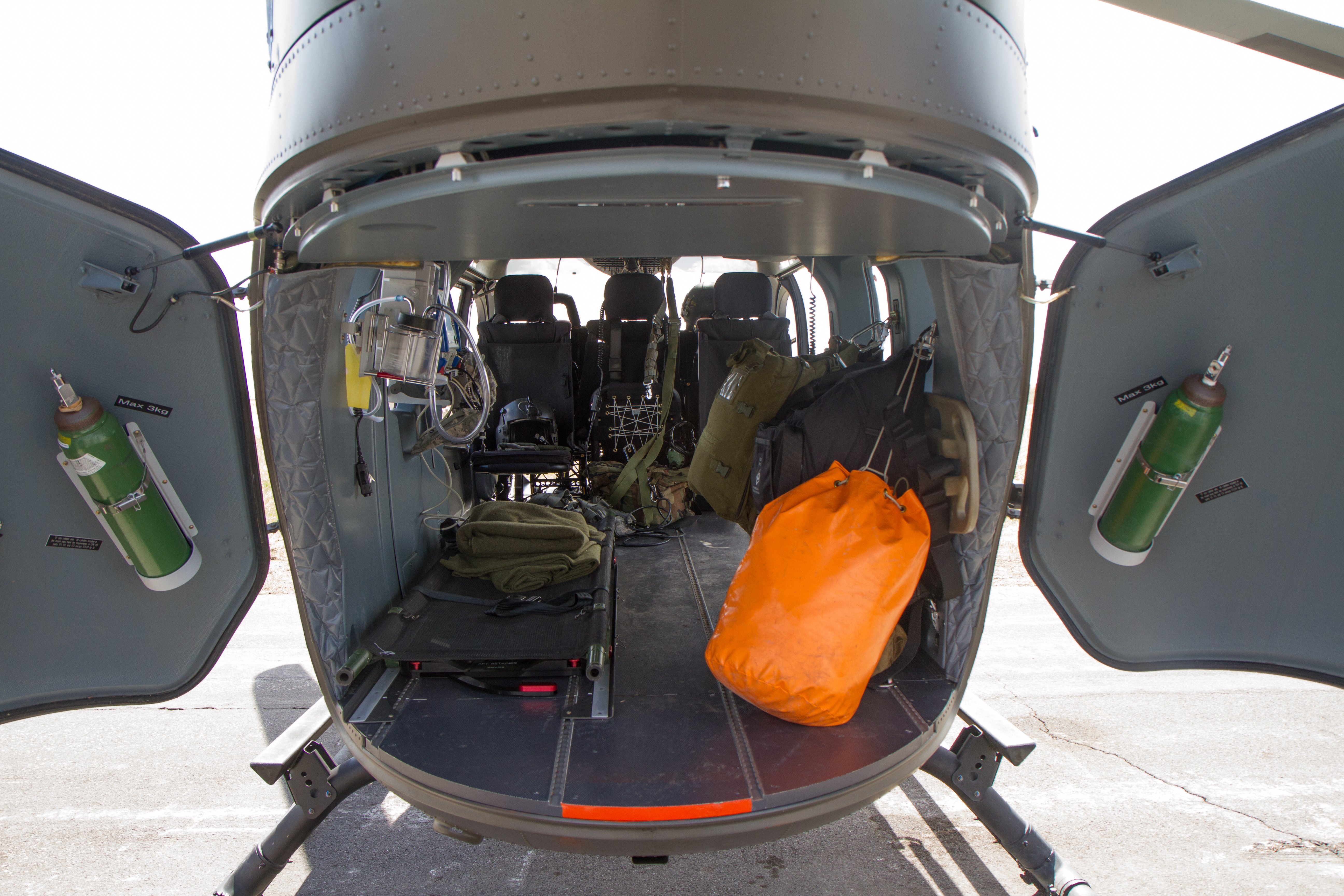
La soute d'un UH-72A en 2014 configurée pour une évacuation sanitaire.

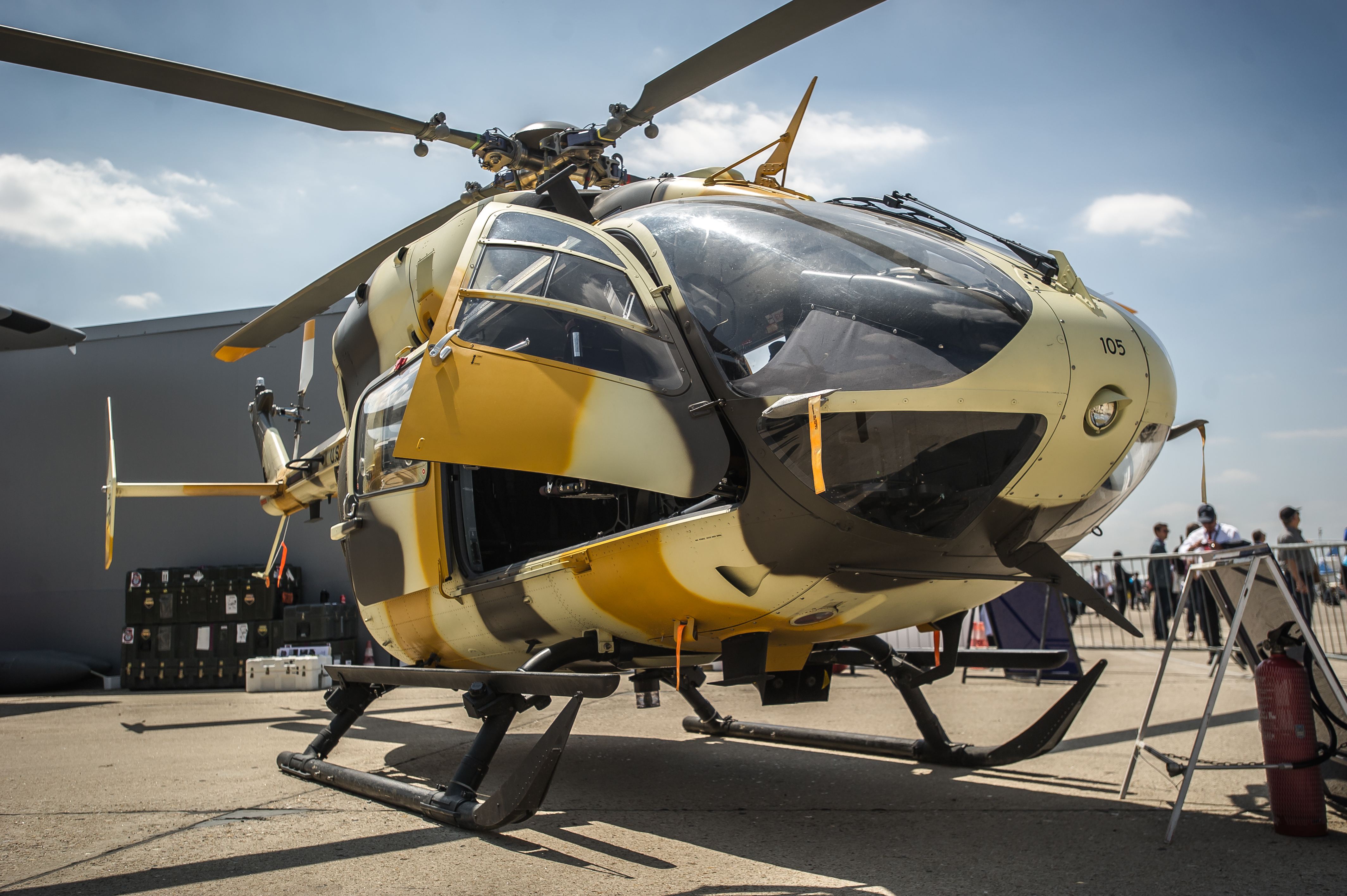
Un Lakota lors du Salon du Bourget 2015.

À l'origine présenté sous le nom d'UH-145, l'hélicoptère a été choisi à l'issue de l'appel d'offres de l'United States Army Light Utility Helicopter (LUH) le 30 juin 2006. En octobre 2006, American Eurocopter signe un contrat pour la fourniture de 345 aéronefs visant à remplacer les vieillissants UH-1H et OH-58A/C en service au sein de l'armée américaine et de l'Army National Guard.
Le budget de la défense américain de 2011 prévoyait de passer une commande de 50 exemplaires pour 303,5 millions de dollars américains ; celui de 2012, 39 pour 250,4 millions de $ et celui de 2013, en prévoit 34 pour 272 millions de dollars.
En novembre 2012, la commande de 34 appareils a lieu pour 181,8 millions de dollars. À cette date, 243 ont été livrés.
Début mars 2014, 296 machines dont 5 à l'US Navy ont été livrées. Alors que l'US Army devait recevoir un total de 345 Lakotas d'ici 2016, le projet de budget 2015 prévoit 424 UH-72 Lakota.
En novembre 2015, 338 exemplaires sont sortis d'usine. On prévoit que 187 serviront d'appareils-écoles pour remplacer les TH-67 Creek, version dédiée du Bell 206. Depuis 2020, l’US Army Aviation utilise exclusivement des UH-72A Lakota d’Airbus Helicopters pour la formation initiale de ses pilotes mais demande un appareil plus léger pour ce rôle en mai 2025.
En février 2018, les 412 exemplaires précédemment commandés ont été livrés, 35 autres sont commandés début mars pour 273 millions de dollars.
En janvier 2019, 435 appareils sur les 478 prévus par les contrats avec l'US Army sont livrés pour près de 3,5 milliards de dollars : le dernier appareil devrait sortir d'usine en 2021. Finalement, 463 exemplaires de version A livrés, le dernier fut livré en septembre 2020.
Airbus espère à cette date emporter un contrat pour l'US Navy pour 130 hélicoptères d'entraînement légers, destinés à remplacer ses vieux TH-57 mais c'est le AgustaWestland AW119 Koala qui est choisi.
À partir de septembre 2021, c'est la version UH-72B qui est livrée avec 18 commandes à cette date. Elle dispose d'un rotor principal à cinq pales, d'un rotor de queue caréné fenestron, de deux turbomoteurs Safran Arriel 2E offrant environ 20% de puissance supplémentaires par rapport au 1E2 et de la suite avionique Helionix conçue par Airbus

## Utilisateurs
États-Unis
- United States Army - Army National Guard : 345 prévus à l'origine du programme pour 2015[13],[14] Début 2014, on envisage un transfert d'une partie de ces appareils vers les unités de formation de la United States Army Aviation Branch[15], c'est chose faite en 2015. Un total de 463 exemplaires de la version UH-72A est livré. 18 UH-72B sont livrés à partir du 7 septembre 2021[16].
- United States Navy - United States Naval Test Pilot School : 5 livrés entre novembre 2009 et janvier 2010[17],[18].

 Thaïlande
- Armée royale thaïlandaise : 6 exemplaires. Livrés en novembre 2015.